# Романова, Валентина Петровна
Валентина Петровна Романова (15 сентября 1913; с. Михайловское, Подольский уезд, Московская губерния, Российская империя — 14 апреля 1999; Санкт-Петербург, Россия) — советская и российская актриса театра и кино.

## Биография
Родилась 15 сентября 1913 года в селе Михайловском Подольского уезда Московской губернии в многодетной семье. Мать являлась домашней хозяйкой, отец работал продавцом магазина. После призыва отца на фронт, мать с детьми уехала в деревню своего деда и занялась крестьянством, не бросив детей. Позже отец вернулся с войны контуженным и устроился работать на кондитерскую фабрику «Красный Октябрь» в Москве.
В 1921 году родители отдали дочку в семилетку, которую так и не окончила по причине переезда к отцу в Москву. Там начала продолжать своё образование в ФЗУ завода «Серп и молот». На данном заводе Романова стала ученицей художественной самодеятельности. В 1933 году после успешного участия в Союзном смотре художественной самодеятельности, от Союзов металлургов, девушка была направлена на учёбу в театральную студию при театре ПЦСПС под руководством Алексея Денисовича Дикого. Там в 1936 году Романова завершила обучение. Во время окончания учёбы, Алексея Дикого назначили главным режиссёром Ленинградского БДТ и мужчина взял к себе несколько учеников, в том числе отобрал в театр и саму Романову, которая долго служила БДТ театру.
В кинематографии начала сниматься с 1937 года.
Ушла из жизни 14 апреля 1999 года в Санкт-Петербурге. Похоронена на Шуваловском кладбище рядом с мужем.

### Личная жизнь
Была замужем за артистом Павлом Ивановичем Колобовым. В семье появился сын Алексей, который впоследствии тоже стал актёром театра и кино.

## Фильмография
- 1937 — Пугачёв — молодка
- 1939 — Станица Дальняя — баба
- 1940 — Возвращение — жена Петра, мать Петьки
- 1944 — Кружевницы (короткометражный) — учительница
- 1945 — Небесный тихоход — медсестра
- 1945 — Пожар (короткометражный) — гражданка Фёдорова
- 1946 — Во имя жизни — горничная
- 1948 — Драгоценные зёрна
- 1950 — Игра с огнём (короткометражный) — жена
- 1953 — Любовь Яровая (фильм-спектакль) — Дунька
- 1954 — Мы с вами где-то встречались — проводница
- 1954 — Укротительница тигров — акробатка
- 1955 — Гвоздь программы (короткометражный) — руководитель группы артистов
- 1956 — Девочка и крокодил — Медведкина
- 1956 — Дорога правды — народный заседатель
- 1956 — Она вас любит
- 1956 — Старик Хоттабыч — Глафира Кузьминична; мать Гоги
- 1957 — Твоё время придёт — Гутковская
- 1957 — Степан Кольчугин — жена Андрея Андреича
- 1958 — Под стук колёс — мать Насти
- 1959 — В твоих руках жизнь — тётя Нина
- 1959 — Дорога уходит в даль — буфетчица
- 1959 — Достигаев и другие — Варвара; жена Звонцова
- 1959 — Тёмные люди (короткометражный) — Катерина
- 1961 — Старожил — бабушка Андрея
- 1962 — Серый волк — Елена Сергеевна
- 1964 — Перед ужином (фильм-спектакль)
- 1964 — Совесть не прощает (фильм-спектакль) — Айша
- 1965 — Рабочий посёлок — жена Мошкина
- 1966 — Расточитель (фильм-спектакль)
- 1966 — Три толстяка — придворная дама
- 1969 — Смерть Вазир-Мухтара (фильм-спектакль) — Прасковья Николаевна
- 1976 — Обычный месяц — вдова Гмыри

## Оценочные мнения
Киновед Алексей Тремасов рассказал о том, что яркая фактура актрисы позволяла ей быть востребованной в характерных ролях.
Чаще всего Романова изображала своих современниц и женщин из народа, которые получались у неё очень яркими и убедительными.